# Discheramocephalus
Genre
Discheramocephalus est un genre de coléoptères de la famille des Ptiliidae. Le genre a été identifié par Colin Jonhson en 2007.

## Liste des espèces
Selon Catalogue of Life (3 mars 2021) :
- Discheramocephalus angustus Darby, 2016
- Discheramocephalus bisulcatus Darby, 2013
- Discheramocephalus brucei Grebennikov, V. V., 2008
- Discheramocephalus capac Darby, 2016
- Discheramocephalus elisabethae Grebennikov, V. V., 2008
- Discheramocephalus inretitus Darby, 2016
- Discheramocephalus interfusus Darby, 2016
- Discheramocephalus jarmilae Grebennikov, V. V., 2008
- Discheramocephalus malalae Darby, 2016
- Discheramocephalus mikaeli Grebennikov, V. V., 2008
- Discheramocephalus minutissimus Grebennikov, V. V., 2008
- Discheramocephalus parvus Darby, 2016
- Discheramocephalus semisulcatus Johnson, 2007
- Discheramocephalus stewarti Grebennikov, V. V., 2008
- Discheramocephalus vasilii Darby, 2013

## Publication originale
- (en) Colin Jonhson, « Studies on Ptiliidae (Col.) from the Solomon Islands, 1 », Entomologist's Monthly Magazine, Oxford, vol. 143,‎ 2007, p. 213–226 (ISSN 0013-8908).